# Bobrovecký potok (přítok Oravice)
Bobrovecký potok je potok na horní Oravě, ve východní části okresu Tvrdošín. Jde o levostranný přítok Oravice a měří 7,7 km a je tokem V. řádu.

## Pramen
Pramení v Západních Tatrách, v geomorfologickému části Osobitá, pod Bobroveckým sedlem (1 351,6 m n. m.) a na jihozápadním svahu Bobrovce (1 658,2 m n. m.) v nadmořské výšce cca 1 240 m n. m..

## Popis toku
Na horním toku teče severozápadním směrem a z levé strany postupně přibírá tři přítoky: ze severního svahu Lúčné (1 652,6 m n. m.), z východního svahu Kasní (1 541,0 m n. m.) a také ze severního svahu Kasní. Pak se stáčí a teče na sever, přičemž protéká Bobroveckou dolinou a zprava přibírá dva krátké přítoky zpod Umrlé (1 043,5 m n. m.). Následně přibírá významný levostranný přítok ze Suché doliny, vtéká do Podtatranské brázdy, do geomorfologického podcelku Zuberská brázda a stáčí se na severozápad. Z pravé strany pak přibírá přítok z oblasti Vaničky, zleva Bystrou, značně rozšiřuje své koryto a teče na sever. Z levé strany ještě přibírá tři přítoky z jihovýchodních svahů Blatné (1 142,5 m n. m.), pokračuje severovýchodním směrem, protéká rekreační osadou Oravice, nakonec se stáčí znovu na sever a na okraji osady, na styku se Skorušinskými vrchy, ústí v nadmořské výšce přibližně 782 m n. m. do Oravice.

## Jiné názvy
- Bobrovec
- Bobrovecký potôčik
- Bobrovský potok
- Bystrá